# Kleinarl
Kleinarl – gmina w Austrii, w kraju związkowym Salzburg, w powiecie St. Johann im Pongau. Położona w Alpach. na wysokości 1014 m n.p.m. na skraju największego austriackiego Parku Narodowego Wysokich Taurów. Liczy 769 stałych mieszkańców (według danych z 1 stycznia 2015 roku). Licznie odwiedzana przez turystów: w sezonie letnim 2003 r. zaoferowała ok. 60 tys. noclegów, a w sezonie zimowym 2003/2004 – ok. 140 tysięcy.

## Osoby

### urodzone w Kleinarl
- Annemarie Moser-Pröll (ur. 27 marca 1953), narciarka alpejska
- Cornelia Pröll (ur. 21 stycznia 1961), narciarka alpejska